# Israels bankvæsen
Israels bankvæsen har sine rødder i zionistbevægelsen i begyndelsen af det 20. århundrede før etableringen af staten Israel i 1948. World Zionist Organization etablerede i 1903 Den anglopalæstinensiske bank, som senere blev omdøbt til Bank Leumi.
De to største banker kontrollerer over 60 % og de fem største over 90 % af bankaktiviteten.
De fleste banker blev nationaliseret, da deres aktier kollapsede under børskrisen i Israel i 1983. Siden da har regeringen solgt mange af sine bankaktier, men er fortsat en stor aktieejer i mange af de nu privatiserede banker. Regeringen solgte Bank Hapoalim i 1996 og HaMizrachi i 1998 og også broderparten af sine aktier i Discount bank i 2006 og i Leumi i 2005.

## Israels fem største banker[1]
| Bankkoncern                         | Etableret | Antal filialer | Total aktiva (NIS i milliarder) | Andel af total banksystem- aktiver | Andel af total banksystem- kredit | Andel af total banksystem- indlån |
| ----------------------------------- | --------- | -------------- | ------------------------------- | ---------------------------------- | --------------------------------- | --------------------------------- |
| Hapoalim-gruppen                    | 1921      | 320            | 273,3                           | 30,0                               | 31,3                              | 29,1                              |
| Bank Leumi-gruppen                  | 1902      | 232            | 272,8                           | 29,9                               | 29,9                              | 30,2                              |
| Discount-gruppen                    | 1935      | 195            | 154,8                           | 17,0                               | 14,2                              | 17,7                              |
| United Mizrahi-Tefahot Bank-gruppen | 1923      | 123            | 86,3                            | 9,5                                | 10,9                              | 9,7                               |
| First International Bank-gruppen    | 1975      | 103            | 71,9                            | 7,9                                | 7,3                               | 8,4                               |

## Bankfusioner
Der har været begrænset fusionsaktivitet inden for det israelske bankvæsen. Fusioner er for det meste blevet begrænset til fusionering af banker, som driver med pantsættelse med ledende banker inden for deres bankgruppe og nogle små banker som er blevet købt op af større banker for stordriftsfordeler.

## Opsyn og regulering
Bank of Israel holder opsyn med israelske banker via banktilsynet.
Banktilsynets opgaver og autoriteter er baseret på en række love:
- The Banking Ordinance, 1941, en mandatsanordning som er blevet justeret og opdateret gennem årene;
- The Banking (Licensing) Law, 1981;
- The Banking (Service to Customers) Law, 1981;
- The Checks Without Cover Law, 1981.